# Бинек, Хорст
Хорст Бинек (нем.  Horst Bienek; 7 мая 1930, Гляйвиц — 7 декабря 1990, Мюнхен) — немецкий поэт, прозаик, драматург.

## Биография

### Семья
Хорст Бинек родился в католической немецкоязычной семье в Силезии. Они жили в маленьком городке  Гляйвиц-Штадтвальде. Его отец, Герман Бинек, был кочегаром d Deutsche Reichsbahn (немецкой железнодорожной компании). Мать Валери, урождённая Пионтек, была учительницей фортепиано. После немецкого вторжения в Польшу в 1939 году отец был переведён и жил один в Зальцгиттере. Когда в 1941 году его мать умерла в Гляйвице, Хорст остался на попечении своих старших сестёр и посещал местную начальную школу. Хорст Бинек был младшим из шести детей. Двое его братьев погибли на войне.

### 1945-1951
Он был свидетелем марша смерти выживших узников Освенцима, которые между 19 и 23 января 1945 года шли через Гляйвиц и Лослау.
23 января 1945 года Красная Армия вошла в Гляйвиц и в марте 1945 года город был передан  под управление Польской Народной Республики, которая переименовала его в «Гливице». Дом родителей был конфискован. Бинеку было приказано разбирать станки для отправки их в СССР по репарациям.
В октябре 1945 года Биенек подал заявление на эмиграцию в советскую зону оккупации и уехал в 1946 году только с одним рюкзаком. Затем он сначала жил в Кётене (Анхальт), где сводил концы с концами в качестве чернорабочего. 1 января 1949 года газета Die Tagespost, которая издавалась в Потсдаме, взяла его в качестве добровольца в свою редакционную команду. В том же году он получил премию за свою прозу.
В 1950 году ему разрешили принять участие в первом классе для писателей в Бад-Заровe. Мартин Грегор-Деллин, тогдашний глава «Культурного консультативного совета по издательскому делу» в Восточном Берлине, назначил его своим помощником. В 1951 году он опубликовал лирические стихи в журнале Sinn und Form, которым руководил Петер Хухель. В сентябре 1951 года Бертольт Брехт принял его в свой мастер-класс Берлинского ансамбля в Восточном Берлине.

### Арест, осуждение и лагеря
В ночь с 8 на 9 ноября 1951 года Министерство государственной безопасности ГДР арестовало Бинека и передало его МГБ СССР. После допросов в следственном изоляторе на Потсдам-Линденштрассе, 12 апреля 1952 года советский Военный трибунал приговорил Бинека вместе с другими за «антисоветское агитацию» и «шпионаж в пользу США» к 25 годам принудительных работ.
Бертольт Брехт не заступился за своего арестованного ученика. «После ареста Бинека в Берлинском ансамбле было собрание, чтобы помочь заключенному. Требование: нужно узнать о нём на более высоком уровне. Но когда делегация попыталась подойти к Брехту, он заперся и с ним невозможно было поговорить. Чуть позже Вайгель заподозрила, что Бинек, вероятно, все-таки был шпионом».
Бинек отбывал наказание в СССР в системе ГУЛАГа. Сначала он попал  на Воркуту в Речлаг, где работал на угольной шахте под землей, а затем был этапирован в Свердловск, где был занят на строительстве жилых домов. В октябре 1955 года, то есть через четыре года после ареста, его освободили в рамках так называемоего «Возвращения 10 тысяч» (Die Heimkehr der Zehntausend). Согласно его воле он был депортирован в ФРГ.
На каторжных работах он научился любить русский язык, а потом и русскую литературу; он принимал участие в Воркутинском восстании заключенных летом 1953 года; он писал стихи на туалетной бумаге, которую прятал в тюбиках из-под зубной пасты и смог вывезти контрабандой, когда его освободили 9 октября 1955 года….

### 1955-1990
В Германии Бинек сначала поселися в Эйзенахе поблизости от Брауншвейга, где жил его отец, к тому времени женившийся во второй раз. Но поскольку Бинек по-прежнему не ладил с  отцом, он быстро перебрался к своей сестре Эдельтраут, жившей в Бурбахе недалеко от Кёльна. Именно благодаря её поддержке ему удалось во второй раз снова «войти в литературу».
С 1957 по 1961 год он работал редактором по культуре на радиостаниции Hessischer Rundfunk, с 1959 по 1961 год вместе с Гансом Платчеком он стал издавать журнал Blätter + Bilder, с 1961 года в качестве выпускающего редактора  работал в издательстве Deutscher Taschenbuch Verlag (dtv). С 1965 года он поселился Оттобрунне под Мюнхеном, занимаясь исключительно писательским трудом. С этого момента он  - "одна из центральных фигур немецкой культурной жизни. Путешествия с лекциями и чтениями произведений вели его через Европу, Америку и Австралию. Он получил множество наград за свою кинематографическую и литературную работу".
Помимо собственной литературной работы, он отвечал за «Новый сериал» на dtv, где в основном публиковались тексты, которые было трудно продать. Большим количеством предисловий и послесловий он преданно сопровождал работы многих собратьев-писателей, некоторые из которых еще не были установлены. С 1970 года он был избран членом Немецкой академии языка и поэзии. В 1983 году его портрет нарисовал Дэвид Хокни В мае 1987 г. он поехал в Силезию по польской визе и опубликовал автобиографию «Путешествие в детство» (1988, Carl Hanser Verlag). До 1990 года он также был заведующим кафедрой литературы в Баварской академии изящных искусств.
Хорст Биенек умер в Мюнхене в декабре 1990 года от последствий СПИДа. Говорят, что он знал о своей болезни с 1987 года. Похоронен на Парковом кладбище в Оттобрунне..

## Творчество
Наиболее известен романной тетралогией, посвященной Силезии: её составили романы Первая полька (1975), Сентябрьский свет (1977), Время без колоколов (1979), Земля и огонь (1982). Поэт, автор автобиографической прозы, радиопьес, эссе о современных писателях (Борхес, Канетти, Солженицын и др.).

## Произведения
- Traumbuch eines Gefangenen (1957)
- Nachtstücke (1959)
- Детство в Гливицах/ Gleiwitzer Kindheit (1965)
- Werkstattgespräche mit Schriftstellern (1962)
- Цель/ Die Zelle (1968, экранизирован автором, Германская кинопремия новому режиссёру, 1971)
- Bakunin. Eine Invention (1972)
- Solschenizyn und andere Aufsätze (1972)
- Die Zeit danach (1974)
- Гливице. Хроника нижней Силезии в четырёх романах/ Gleiwitz. Eine oberschlesische Chronik in vier Romanen
  - Die erste Polka (1975)
  - Septemberlicht (1977)
  - Zeit ohne Glocken (1979)
  - Erde und Feuer (1982)
- Gleiwitzer Kindheit. Gedichte aus 20 Jahren (1976)
- Beschreibung einer Provinz. Aufzeichnungen, Materialien, Dokumente (1983)
- Königswald oder die letzte Geschichte (1984)
- Слепец в библиотеке/ Der Blinde in der Bibliothek (1986)
- Das allmähliche Ersticken von Schreien (1987)
- Путешествие в детство/ Reise in die Kindheit (1988)
- Birken und Hochöfen. Eine Kindheit in Oberschlesien (1990)

## Признание
Лауреат многочисленных национальных премий, включая премию Нелли Закс (1981). Член Баварской академии изящных искусств (1990). Ряд произведений Бинека экранизированы. В 1991 в ФРГ учреждена интернациональная поэтическая премия его имени, первым её был удостоен Джон Эшбери. В Гливицах именем писателя названа улица, а дом, где он родился, отмечен памятной доской.
На русский язык лирику Бинека переводили Генрих Сапгир, М. Гаспаров, Вяч. Куприянов, Евг. Витковский.